# Río Baitarani
El río Baitarani es un río costero del este de la India que vierte sus aguas en el golfo de Bengala.  Tiene una longitud de 365 km y drena una cuenca de 12.789 km², algo mayor que Gambia o Jamaica. 
El Baitarani proviene del estado de Jharkhand y luego fluye hacia el sur este por el estado de Orissa. 
El río Baitarani, junto con los ríos Brahmani, y Mahanadi, forma en su desembocadura un gran delta.
- Datos: Q3773157
- Multimedia: Baitarani River / Q3773157